# Selma Huxley
Selma Huxley   (Londres, 8 de març de 1927 - Chichester, 3 de maig de 2020), també coneguda com a Selma Barkham o Selma Barkham Huxley, va ser una historiadora canadenca de relleu internacional en els camps de la història marítima del País Basc i del Canadà. Les seves recerques van permetre reconstruir un capítol poc conegut de la història del Canadà i del País Basc: les pesqueres basques de bacallà i balena a Terranova, especialment al segle XVI. Va descobrir l'existència d'una indústria balenera basca al segle XVI a Labrador, els seus ports baleners, restes arqueològiques de les seves bases, així com la presència de galions bascos enfonsats en aquells ports, entre els quals el San Juan (1565). El 1981 el Govern del Canadà li va atorgar l'Orde del Canadà, el màxim guardó civil, pel seu treball pioner i per haver fet «una de les més brillants contribucions, en anys recents, a la història d'aquesta nació».

## Biografia

### Família i joventut
Selma Huxley va néixer a Anglaterra en el si d'una família de científics i intel·lectuals. El seu pare, Michael Huxley, era diplomàtic i fundador-editor de la revista Geographical Magazine, net de l'eminent científic Thomas Henry Huxley, entre els seus cosins hi havia l'escriptor Aldous Huxley i el biòleg Sir Julian Huxley. La seva mare, Ottilie de Lotbinière Mills, era neta del polític i conservacionista canadenc Sir Henri-Gustave Joly de Lotbinière, que va ser Ministre del Govern del Canadà i Primer Ministre del Quebec.
Va passar l'adolescència durant la Segona Guerra Mundial entre Anglaterra i els Estats Units. Acabada la guerra, va fer els estudis a les Universitats de París i Londres.

### D'Anglaterra al Canadà i al País Basc
El 1950 va decidir passar una temporada visitant parents al Canadà, on s'establiria a Mont-real, de professora, i finalment com a bibliotecària de l'Institut Àrtic de Nord-amèrica, a la Universitat de McGill.
Allà, el 1953, va conèixer el seu futur marit, un jove arquitecte anglès, Brian Barkham, coneixedor del País Basc. El 1954 la parella es va instal·lar a Ottawa, on Barkham va establir un estudi d'arquitectura i van crear una família, amb quatre fills: Thomas, Oriana, Michael i Serena, professora aquesta última, de la Universitat Ramon Llull. Dos anys després van visitar el País Basc, on un amic, el sacerdot Pío de Montoya, els va parlar de l'antiga presència basca al Canadà.

### Concebent un pla de futur
El 1964, als 37 anys, Selma Huxley va quedar vídua amb quatre nens menors de deu anys i va haver de guanyar-se la vida. Va treballar sobretot per als Llocs Històrics Nacionals com a historiadora en diversos projectes, entre els quals la restauració de Louisbourg, la fortalesa i port pesquer-comercial francès del segle xviii a l'Illa de Cap Bretó, a la costa atlàntica del Canadà.
Es va interessar aleshores pels viatges pesquers europeus a aquesta regió en segles anteriors, especialment des del País Basc, amb el qual tenia un vincle personal. Va idear un pla per a investigar, en arxius de França i Espanya, les expedicions basques al Canadà en els segles XVI i XVII, combinant així els seus interessos intel·lectuals i personals. Sabia que per a això hauria d'aprendre espanyol; anglès i francès ja els parlava.

### Mèxic i tornada al País Basc
El 1969 va decidir traslladar-se amb els seus fills a Mèxic amb cotxe, on va treballar com a professora d'anglès. Tres anys més tard, el 1972, va arribar a bord d'un vaixell de càrrega al port basc de Bilbao. Va començar a investigar en arxius sobre un aspecte de la història canadenca i basca del qual se sabia molt poc: la presència basca en l'antiga Terra Nova, uns 2.000 quilòmetres de la costa atlàntica del Canadà, en els segles XVI i XVII. Va començar aquestes recerques pel seu compte, amb pocs mitjans i contra tot pronòstic, atès que la beca que va sol·licitar per a realitzar-la li va ser denegada. Se suposava que aquell treball ja havia estat fet.
Huxley es trobava sense treball, sense tot just diners i sense perspectives clares. Van ser moments difícils, però no es va rendir. Creia que els arxius podien contenir informació valuosa. Durant el primer any va fer classes d'anglès i va estudiar paleografia espanyola a la nit en la Universitat de Deusto. Va rebre mil dòlars d'un donant anònim canadenc, que li van permetre pagar el lloguer, i va començar a fer les seves primeres troballes d'importància en arxius.
Amb aquesta base, el 1973 va aconseguir negociar un contracte amb els Arxius Públics del Canadà per a localitzar a Espanya documentació d'interès per al Canadà. Era un contracte a temps parcial, però la resta del temps ella continuaria amb les seves pròpies recerques. Aquest any es va traslladar a Oñati, on s'adonà de la riquesa de l'Arxiu Històric de Protocols de Guipúscoa, que guarda l'arxiu i la biblioteca de la Universidad d'Oñati i fons notarials de les localitats d'Azpeitia, Bergara i Donosti, entre altres documents que ella consultà. Va morir el 3 de maig de 2020 als noranta-tres anys.

## Contribucions principals

### Troballes en arxius i reconstrucció històrica
Al llarg dels anys va investigar en uns 40 arxius parroquials, municipals, notarials, judicials, etc., en llocs com Tolosa, Bilbao, Burgos, Valladolid, Madrid, Sevilla i Lisboa. A poc a poc va anar descobrint milers de manuscrits dels segles XVI i XVII, en castellà antic, relacionats amb la presència basca a Terranova: entre els quals pòlisses d'assegurança, plets, testaments, cartes de noliejament, contractes per a tripulants i llistes d'aparells i provisions. També va anar trobant milers de manuscrits relatius als altres sectors de l'economia marítima basca, com la construcció naval, el comerç i la pesca a Europa.
Aquesta documentació detallada li va permetre determinar que els bascos, a més d'establir-hi una pròspera pesquera de bacallà en el litoral atlàntic del Canadà, hi havien contistuït i mantingut al segle XVI una gran pesquera de balenes a escala industrial. Aprofundint en l'anàlisi d'aquests documents va poder reconstruir la majoria dels aspectes d'aquestes pesqueres basques: la seva escala i evolució, l'organització i finançament de les expedicions, tipus de vaixells, rutes i destinacions, temporades de pesca, naufragis, la vida, el treball i la mort dels mariners, els seus aliments i roba, contacte amb els amerindis, mercats, etc.

### Destinacions basques al Canadà
Quant a la destinació dels vaixells en aquest segle va resultar ser que, a diferència dels bacallaners, els baleners anaven a uns dotze ports d'una zona de Terranova que els bascos anomenaven la Gran Badia. Huxley va estudiar rumbs, mapes i cartes marines d'aquella època en llocs com les biblioteques nacionals de França i Anglaterra.
D'aquesta manera va poder determinar que els bacallaners usaven sobretot ports del que avui dia és l'illa de Terranova. Pel que fa a l'activitat balenera, va concloure que la Gran Badia es corresponia amb l'actual Estret de Belle Isle, que separa Terranova de Labrador, i que els antics ports baleners, esmentats en els documents d'arxiu, estaven situats al llarg de la costa nord de l'Estret de Belle Isle o bé a la costa sud de Labrador.

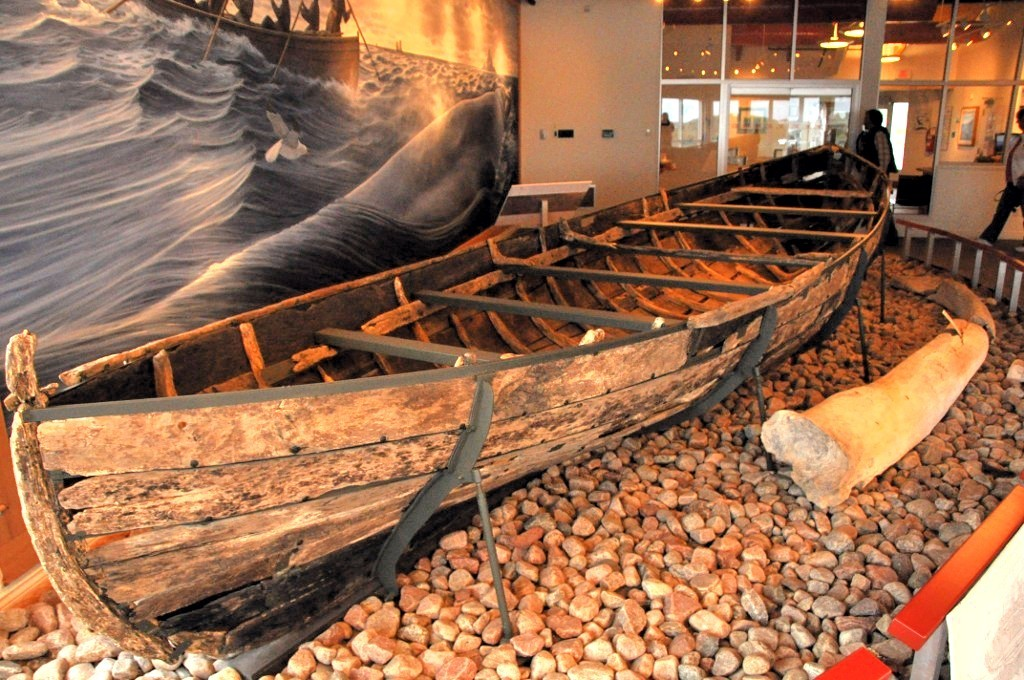
Xalupa basca al museu de Red Bay, a Labrador

Va aconseguir identificar la ubicació de la majoria dels ports baleners individuals i els seus noms moderns. Així, per exemple, Gradun era l'actual port de Middle Bay, Port Bretó era Carrol Cove i Buttes, el port més important, es corresponia amb Red Bay. Per tant, no sols havia donat a conèixer l'existència d'una indústria balenera basca en el segle XVI a Labrador sinó també els seus ports baleners.
Els arxius li van revelar tres singulars manuscrits d'aquest segle redactats en aquella costa: una venda de xalupes baleneres (1572) i dos testaments (1577 i 1584). Aquests van resultar ser els documents civils originals més antics escrits al Canadà.

### Troballes arqueològiques a Labrador
Sabia per la documentació que en aquests ports havia d'haver-hi restes de la presència balenera basca, tant en terra com sota l'aigua, i volia trobar-los. Basant-se en les seves recerques, Huxley va organitzar una expedició de reconeixement arqueològic al sud de Labrador l'estiu de 1977, gràcies a una subvenció de la Royal Canadian Geographical Society. Va explorar diversos ports al llarg de la costa i va descobrir restes arqueològiques de bases baleneres basques, inclosa la de Red Bay, confirmant d'aquesta manera el seu treball històric a Europa. A l'expedició s'uniria, entre d'altres, l'arqueòleg James Tuck, de la Universitat Memorial de Terranova.
Entre els manuscrits descoberts per la investigadora n'hi ha alguns que fan referència a l'enfonsament de diverses naus baleneres basques del segle XVI en ports específics de la Gran Badia, els noms moderns dels quals havia identificat a la costa de Labrador: una de Pasaia (1563) a Los Hornos (Pinware Bay), la Madalena de Mutriku (1565) i la Maria de Sant Sebastià (1572) a Chateo (Chateau Bay/Henley Harbour), la San Juan de Pasaia (1565) i la Magdeleine de Bordeaux (1574/75) a Buttes (Red Bay).

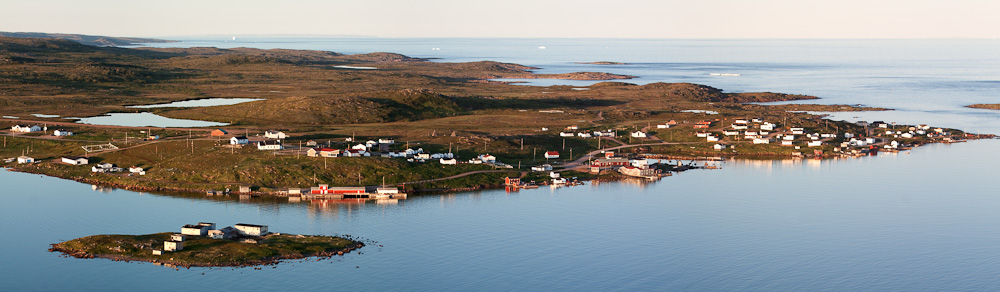
Red Bay, que els bascos anomenaven la Gran Badia

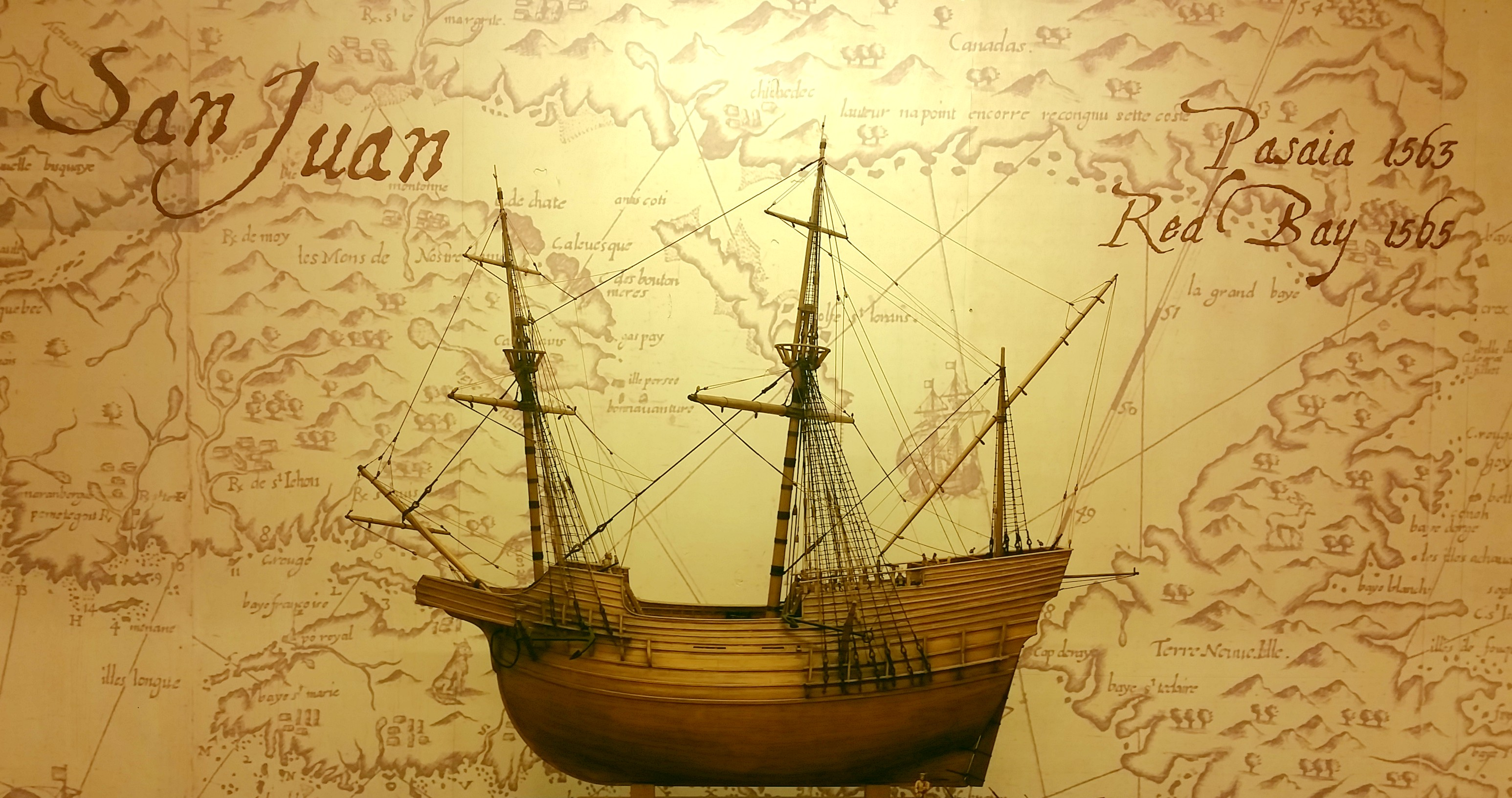
Maquesta de la nao San Juan, de la Factoria Albaola

L'any següent de l'expedició d'Huxley, el 1978, un equip d'arqueòlegs subaqüàtics de Parks Canadà, amb Robert Grenier al capdavant, basant-se en els descobriments de la historiadora i en la informació detallada que ella els havia proporcionat, va fer prospeccions tant a Red Bay com a Chateau Bay. Van trobar un derelicte en cada port, que van resultar ser vaixells baleners del segle XVI. Un d'ells, la nao San Juan, el descobriment de la qual va possibilitar un treball arqueològic sense precedents fins al moment, traient i registrant una a una totes les peces de l'estructura del vaixell, la càrrega i els objectes que van pertànyer als mariners, a més d'una xalupa balenera que s'havia enfonsat juntament amb la nao. La roda de premsa anunciant aquestes troballes va tenir lloc en els Arxius Públics del Canadà. Actualment, i gràcies a aquest treball, s'està construint una rèplica de la Nao San Juan, impulsada per la UNESCO, a Albaola Factoria Marítima, del port de Pasaia, on havia estat construïda la nao original.
A partir d'aleshores Huxley va continuar els seus treballs històrics paral·lels a les excavacions terrestres i subaqüàtiques a Red Bay, que va ser declarat Lloc Històric Nacional del Canadà el 1979. Al juny del 2013 la UNESCO va declarar Patrimoni de la Humanitat el Lloc Històric Nacional del Canadà de Red Bay, un d'aquests ports baleners trobats per Huxley. Aquesta declaració reflecteix la importància de la contribució feta per Huxley a la història del País Basc i del Canadà. I actualment un museu local, el Red Bay National Historic Site, hostatja les restes trobades a la badia, eines, forns per fondre el greix de balena o talaies per sotjar el pas dels cetacis.

## Obra
Aquesta historiadora ha presentat els resultats de les seves recerques en molts congressos i ha publicat extensament. La seva obra més completa és Los vascos y las pesquerías transatlánticas, 1517-1713 (Sant Sebastià: Etor Editorial, 1987). El seu treball ha figurat en els mitjans de comunicació generalistes i especialitzats, revistes, llibres i documentals divulgatius.

## Premis i reconeixements[7]
- 1980: Medalla d'or de la Reial Societat Geogràfica Canadenca, primera dona a rebre-la. L'editorial de la revista que anuncià el premi deia:«Mentre el seu treball encara continua […] ja ha fet molt per salvar un gran buit en la nostra història des dels temps de Cartier i Roberval […] fins a l'arribada de Champlain a principis del segle xx. 1600. [. ..] La Medalla d'Or és un premi ocasional, no anual, destinat a reconèixer un èxit particular d'una o més persones en l'àmbit general de la geografia, també per oferir una oportunitat de tant en tant per reconèixer un esdeveniment nacional o internacional important. En el cas de Selma Barkham, la Societat va considerar que mereixia aquest reconeixement en tots dos aspectes».
- 1981: Membre de l'Orde del Canadà. La cita fa referència al «descobriment d'un període (1540-1600) de la història canadenca del qual gairebé no se sabia res» i al «descobriment de la presència d'assentaments bascos [i galeons enfonsats] al Labrador de fa 400 anys».
- 1981: Elegida membre de la Reial Societat Bascongada d'Amics del País.
- 1985: Doctora honoris causa per la Universitat de Windsor al Canadà.
- 1992: Cònsol Honorària de Bilbao per la Cambra de Comerç, Indústria i Navegació de Bilbao. És l'única dona que ha estat nomenada fins ara.
- 1993: Doctora honoris causa per la Universitat Memorial de Terranova al Canadà. El text llegit en aquesta ocasió per l'orador de la universitat feia referència al «redescobriment de l'element basc [que] va provocar una revisió monumental de la història canadenca del segle XVI».
- 1998: Premi de Cultura de la Fundació Sabino Arana.
- 2002: Medalla del Jubileu d'Or d'Isabel II del Govern del Canadà, atorgada als «canadencs que han fet contribucions excepcionals i exemplars a les seves comunitats o al Canadà en conjunt».
- 2009: Elegida membre de Wings WorldQuest, una organització internacional que "reconeix i dona suport a dones visionàries que fan avançar la investigació científica i la conservació del medi ambient i comparteixen els seus coneixements amb el món", en reconeixement del seu descobriment de milers de manuscrits del segle XVI castellà, arxius bascos i jaciments de baleners bascos del segle XVI a la costa sud del Labrador.
- 2010: Homenatge de l'Associació d'Ikastolas de Bizkaia per la seva tasca «d'ajuda i promoció de la llengua i la cultura basca».
- 2012: Escollida membre corresponent de la Reial Acadèmia d'Història i Belles Arts de Burgos.
- 2012: Medalla del Jubileu de Diamant d'Isabel II del Govern del Canadà.
- 2013: Medalla d'Or de la Societat Oceanogràfica de Guipúscoa/Aquarium (Sant Sebastià, País Basc) “en reconeixement de les seves investigacions i descobriments pioners”.
- 2014: Premi Lagun Onari del Govern Basc, el seu guardó més alt per a estrangers.
- 2015: Orde de Terranova i Labrador.
- 2016: L'Ajuntament d'Oñati (Gipuzkoa) crea la Beca Selma Huxley per desenvolupar projectes de recerca històrica des d'una perspectiva de gènere.
- 2018: Premi SGE de la Societat Espanyola de Geografia.

Uns mesos després de la seva mort, es convocaren a Oñati, les Jornades Selma Huxley Barkham, organitzates pel Consell de Dones d'Oñati, l'Ajuntament i l'Arxiu Històric de Gipúscoa amb l'objectiu de donar a conèixer la seva labor.